# George William Russell
George William Russel (Lurgan, 10 de abril de 1867 — Bournemouth, 17 de julho de 1935), que escrevia sob o pseudônimo Æ (ou ainda A.E.), foi um escritor anglo-irlandês que apoiava o Movimento Nacionalista na Irlanda, além de um crítico, poeta e pintor. Ele também foi um escritor místico e espiritualista e o centro de um grupo de seguidores teosofistas em Dublin durante muitos anos. Não confundi-lo com o político liberal inglês George William Erskine Russell.
Russell é o autor de The Candle of the Vision, que é considerado como um dos livros mais influentes sobre misticismo publicado no século XX, além de ter produzido uma série de pinturas místicas altamente evocativas. Ele era amigo íntimo do teósofo W. B. Yeats, tendo-o conhecido na Escola de Arte de Dublin.

## Visões e crenças
George relatou ter tido visões desde jovem, inclusive uma em que teria lhe sido revelado um novo nome: Aeon, o qual apenas mais tarde encontraria um significado em citações que desconhecia. Em outra, descreve no Song and its Fountains:
"A Terra revelou-se a mim como um ser vivo, e a rocha e a argila tornaram-se transparentes, de modo que vi seres mais belos e nobres do que antes, e tornei-me parceiro na memória de coisas poderosas, acontecimentos em eras há muito afundadas no tempo."
As visões se intensificaram aos 17 anos, por volta da época em que começou a amizade com Yeats. Conforme escreve em The Candle of the Vision:
"Mas a qualidade luminosa gradualmente tornou-se normal em mim, e às vezes na meditação irrompia em mim um brilho quase intolerável de luz, rostos puros e brilhantes, deslumbrantes procissões das figuras mais antigas, antigos lugares e povos, e paisagens adoráveis como o Éden perdido. Estes pareciam a princípio não ter mais relação comigo do que imagens de uma rua de fora vistas refletidas em um vidro; mas às vezes a meditação se prolongava em esferas radiantes de realidade."
Enquanto estudantes, ele e Yeats eram membros da Sociedade Hermética fundada por Charles Johnson e se interessavam em Teosofia. Johnson fundaria em 1886 a Loja da Sociedade Teosófica em Dublin, e Russell se tornaria um membro dela em 1890. Em Song and its Fountains, especula sobre a natureza da alma com base em suas experiências:
""Olhando para o passado, tenho uma sensação vívida de um ser buscando a reencarnação aqui, começando com aquelas primeiras intuições de beleza e aqueles primeiros sonhos que foram seus precursores. Não era nenhuma coisa angélica, pura e nova de uma fundição de almas, que buscava encarnação, mas um ser manchado com a poeira e o conflito de uma longa viagem no tempo, carregando consigo desejos insaciáveis, vis e augustos, e, como eu adivinhei dele, miríades de memórias e uma secreta sabedoria. Não era simples, mas infinitamente complexo, como deve ser um ser que já esteve em muitos mundos e tudo o que viveu passou a fazer parte dele. Se havia uma pureza original de ser, ela se tornou corrompida, mas não completamente, pois havia nele, creio eu, algum átomo espiritual incorruptível, carregando consigo talvez alguma memória de suas jornadas com a divindade. Ele havia adorado em muitas casas de oração e mantido a reverência que havia prestado, e tinha estado em muitos corações, alegres e arruinados. A partir da antiga felicidade, poderia construir imagens inebriantes da vida, e a partir das antigas tristezas, poderia evocar uma sabedoria desoladora que crucificaria a alegria infantil antes que ela pudesse correr para sua luz."

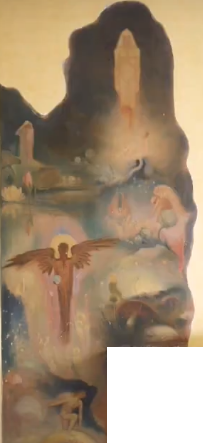
Mural teosofista pintado por Russell e Yeats, na sala de estar em Ely Place nº 3, Dublin, antigo local de encontro da Sociedade Teosófica. A pintura mostra espíritos da natureza entre um Deva celeste (acima) e um homem sobre um globo terreno (abaixo). Entre eles, um ser alado angélico pode estar representando um Augoeides ou o daimon de W. B. Yeats.

Dava várias explicações às suas memórias visionárias: podiam ser de vidas passadas; memórias modificadas; sonhos simbólicos; momentos vividos por outros seres que possuíam alguma afinidade com ele; registros akáshicos (segundo sua crença na doutrina teosofista); telepatia e visões de lugares remotos. Afirmava que todas essas lhe ocorriam, e que podia distinguir por alguns indicativos. Ele acreditava também que as divindades de todas as civilizações eram arquétipos ou formas-pensamento criadas pela mente coletiva, mas relativamente reais, e que teve visões de algumas da Irlanda:
"aparições de luz mais altas que humanos, cavalgando em cavalos alados, ou músicos brilhantes rodeados por pássaros deslumbrantes, ou rainhas carregando ramos com flores de luz ou frutos do mundo da juventude imortal, todos se movendo em um éter divino. Estes eram mensageiros do deuses e por meio deles surgiu aquele casamento do Céu e da Terra em nossa literatura, que fez com que por longos séculos parecesse quase a expressão de uma única voz. Essas visitações divinas têm sido a influência dominante em nossa literatura, de modo que nossos poetas cantaram sobre seu país como a sombra do céu."
Ele dizia enxergar espíritos da natureza e fazia pinturas sobre eles, como os sídhe, seres élficos ou feéricos do folclore irlandês. Em uma ocasião, mostrara alguns desenhos que fizera deles a um camponês, o qual teria apontado já ter visto também muitas daquelas entidades. Em 1889, viajara junto a W. B. Yeats a uma localidade do condado de Galway, onde Russell também pintou esses seres espirituais, e diz-se que um druida apareceu a eles em visão. No ano anterior, em uma carta a Yeats, Russell afirmara:
"Os deuses retornaram a Erin e se concentraram nas montanhas sagradas e sopraram o fogo por todo o país. Eles foram vistos por vários em visão, eles despertarão o instinto mágico em todos os lugares, e o coração universal das pessoas se voltará para as antigas crenças druídicas. Noto em todo o país o aumento da fé nas coisas feéricas. Os sinos são ouvidos nos montes e soam nas cavidades das montanhas. Um brilho púrpura no ar interior, perceptível às vezes à luz do dia, espalha-se sobre as montanhas. A tudo isso posso acrescentar meu próprio testemunho. Além disso, fomos informados de que, embora agora poucos, logo seríamos muitos, e que um ramo da escola para o renascimento dos antigos mistérios para ensinar coisas reais seria formado aqui em breve. Da Irlanda surgirá uma luz para transformar muitas eras e povos. Há uma pressa de forças e coisas rápidas acontecendo e eu acredito profundamente que um novo Avatar está para aparecer e em todas as esferas os precursores vão antes dele para se preparar. Será um dos Avatares reais, que é ao mesmo tempo governante dos homens e sábio mágico. Tive uma visão dele há alguns meses e o reconhecerei se ele aparecer."
George comentou com amigos sobre vislumbres de existências passadas que tivera, na Assíria, América Pré-Colombiana, como contemporâneo de William Blake e também, conforme contou à Senhora Constance Sitwell, de lembrança "breve, mas muito vívida, dos tempos druídicos na Irlanda; de uma vida espanhola―cavalgando até uma cidade murada e lutando; um período egípcio e, muito, muito remota, uma vida na Índia". Em uma conversa com Julian Huxley, teria lhe perguntado sobre de onde teria vindo suas memórias, e o biólogo não soubera como responder ao seu argumento.

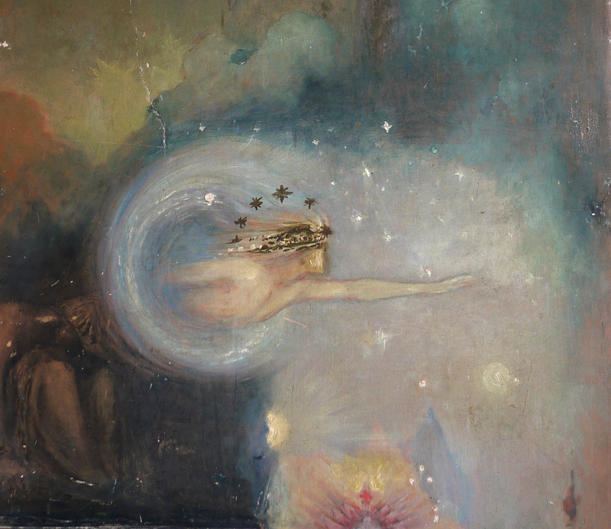
Detalhe de um mural teosofista pintado por Russell e Yeats

Sobre os sonhos, afirma que a interpretação de Freud "não joga luz sobre o arquiteto do sonho" e considera que existe uma Consciência que transcende a vigília e o sono, a qual é responsável pela rápida criação onírica.
"quando nossa lâmpada está acesa, descobrimos que a casa de nosso ser tem muitos aposentos, e vivem lá criaturas que vêm e vão, e devemos perguntar se eles têm o direito de estar em nossa casa; e há corredores que conduzem aos corações dos outros, e janelas que se abrem para a eternidade, e dificilmente podemos dizer onde nosso próprio ser termina e outro começa, ou se há algum fim para o nosso ser. Se meditarmos com amor sobre esta miríade de unidades, seguindo a meditação ordenada por Buda para os irmãos de sua ordem, para permitir que nossas mentes permeiem o mundo inteiro com um coração de amor, permearemos cada vez mais e mais, ou seremos permeados pela vida dos outros. Somos assombrados por camaradas desconhecidos em muitos humores, cujas almas nuas passam pela nossa e se revelam a nós em um instante inesquecível, e nós os conhecemos como mal conhecemos aqueles que são os companheiros diários de nosso coração, que, por mais íntimos que sejam, estão escondidos de nós pela casca do corpo. À medida que a vida interior se torna mais rica, geramos mais dessas afinidades."
The Candle of the Light é uma autobiografia em que fornece a visão de seu misticismo pessoal, sem referência a outros escritores religiosos ou às fontes teosofistas. Ela também contém um capítulo sobre cosmogênese celta.

## Poesia
- Homeward Songs by the Way (Dublin: Whaley 1894)
- The Earth Breath and Other Poems (NY&London: John Lane 1896)
- The Nuts of Knowledge (Dublin: Dun Emer Press 1903)
- The Divine Vision and Other Poems (London: Macmillan; NY: Macmillan 1904)
- By Still Waters (Dublin: Dun Emer Press 1906)
- Deirdre (Dublin: Maunsel 1907)
- Collected Poems (London: Macmillan 1913)
- Gods of War, with Other Poems (Dub, priv. 1915)
- Imaginations and Reveries (Dub&London: Maunsel 1915)
- The Candle of Vision (London: Macmillan 1918)
- Autobiography of a Mystic (Gerrards Cross, 1975), 175pp.;
- Midsummer Eve (NY: Crosby Gaige 1928)
- Enchantment and Other Poems (NY: Fountain; London: Macmillan 1930);
- Vale and Other Poems (London: Macmillan 1931)
- Song and Its Fountains (London: Macmillan 1932)
- The House of Titans and Other Poems (London: Macmillan 1934)
- Selected Poems (London: Macmillan 1935).

## Galeria

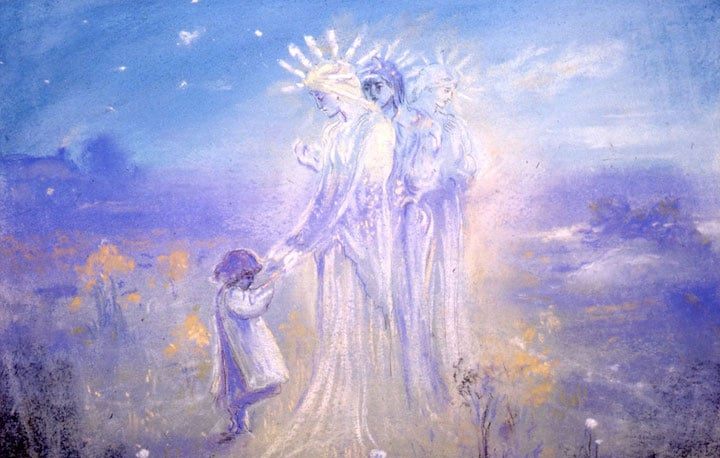
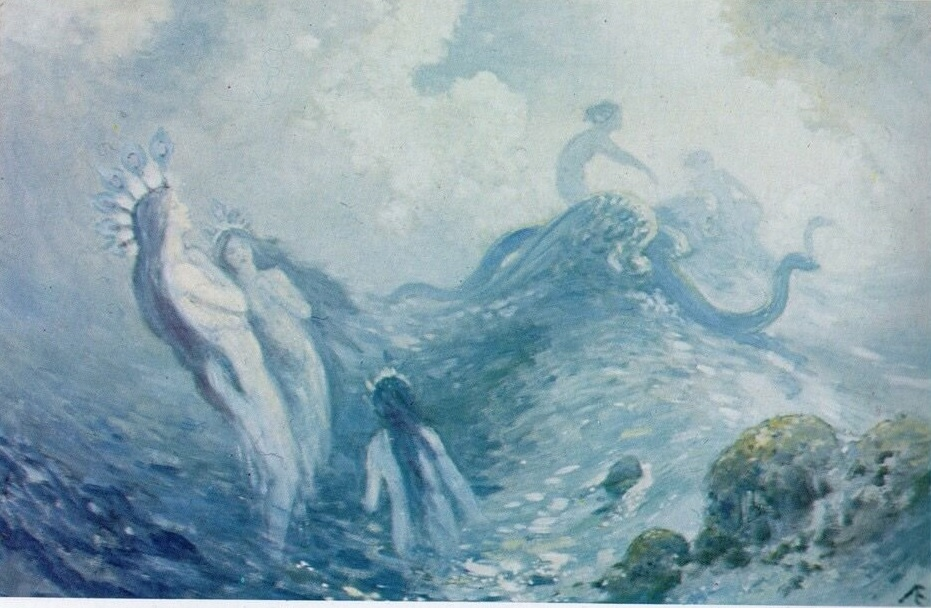
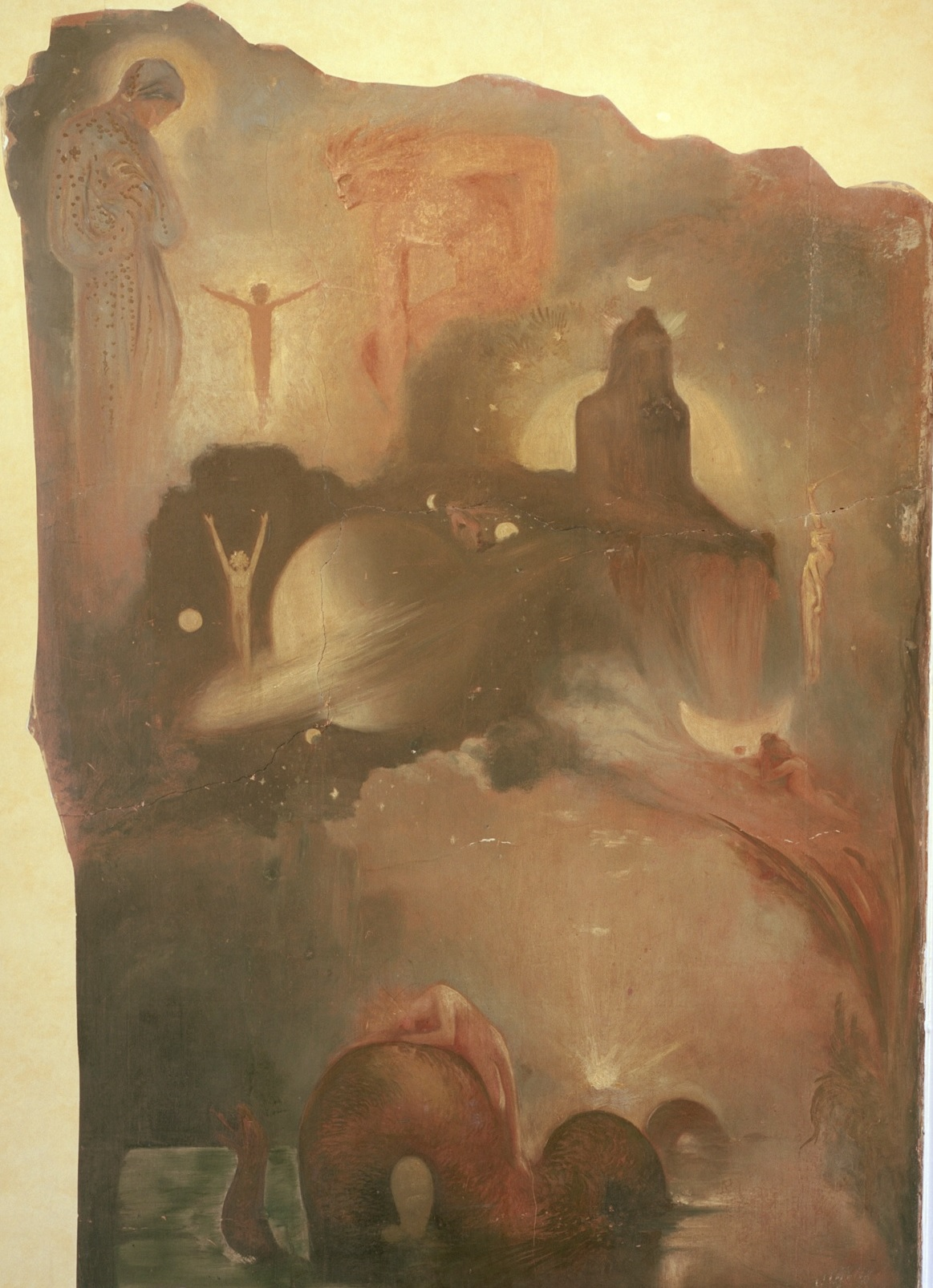
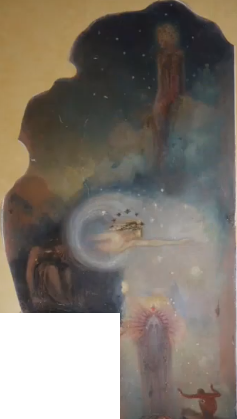
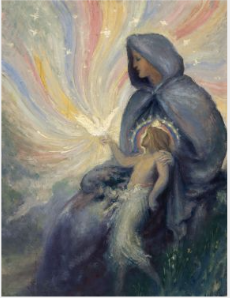
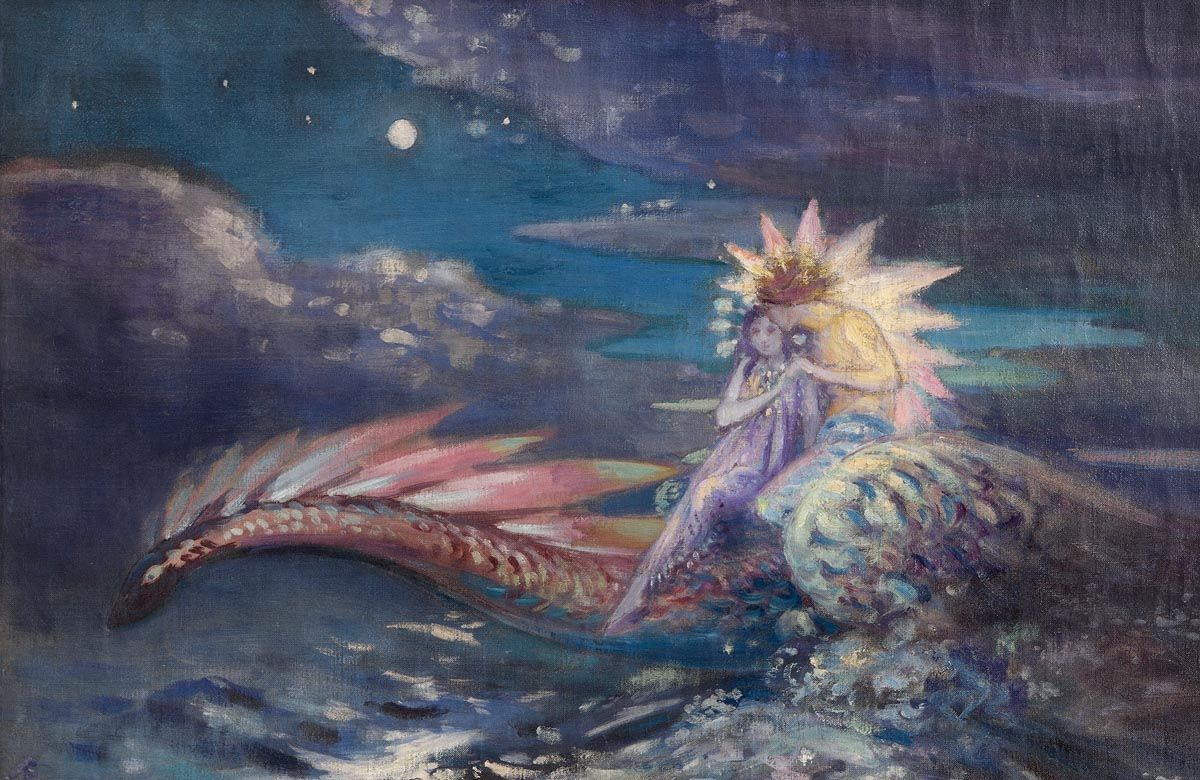
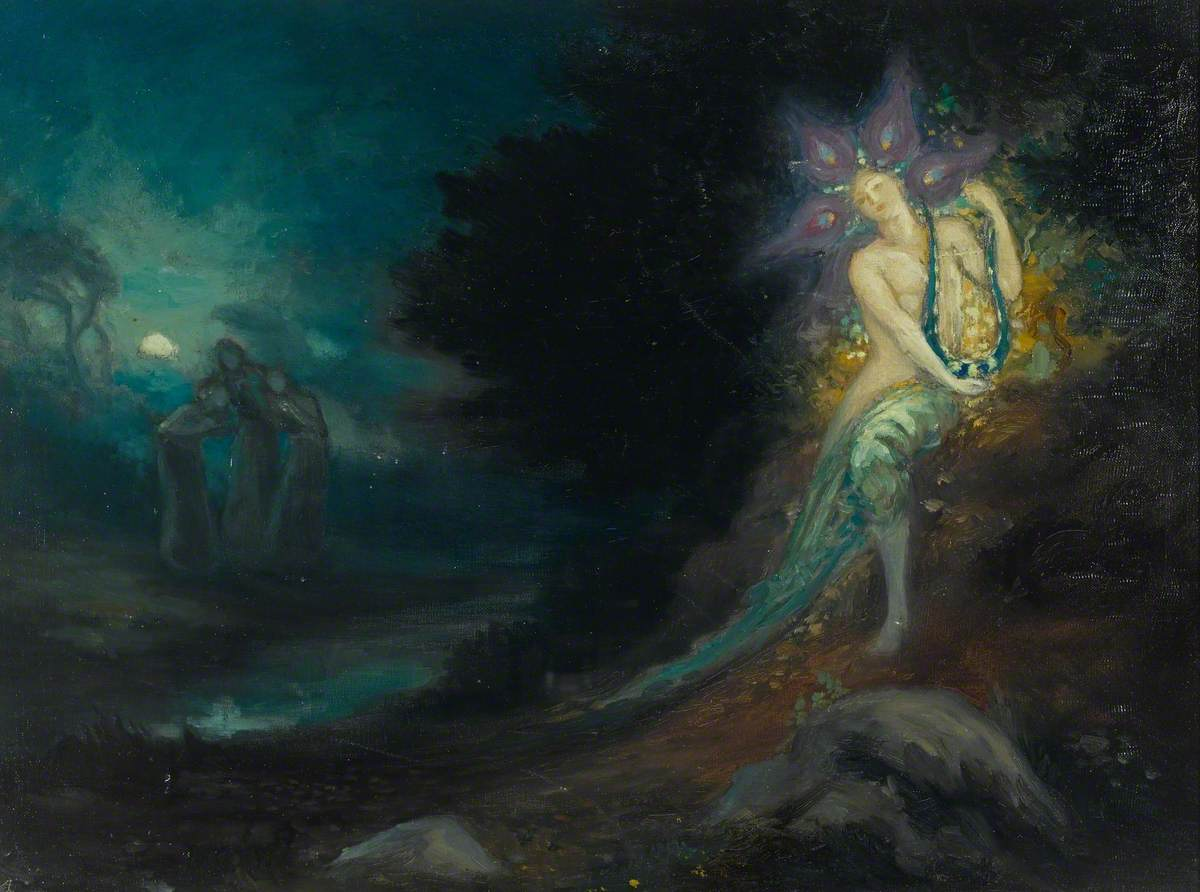
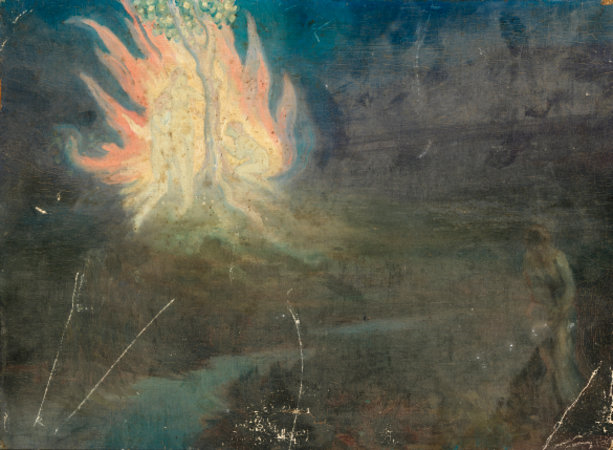
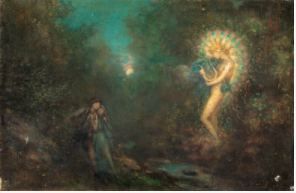
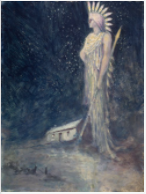
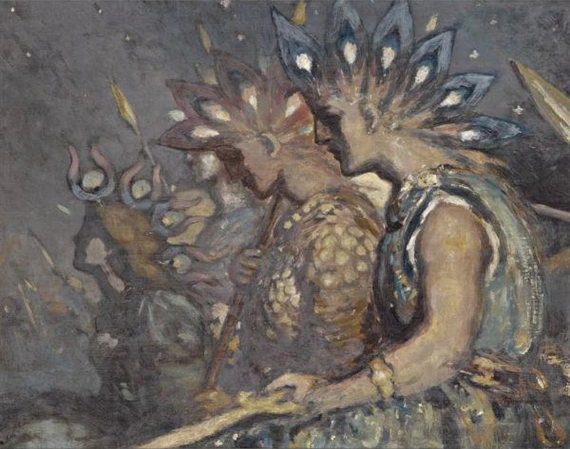
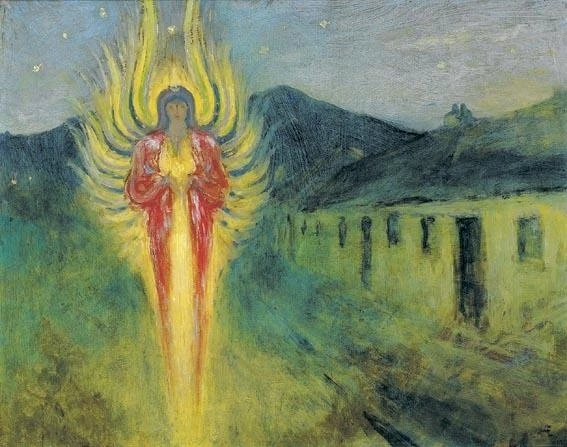
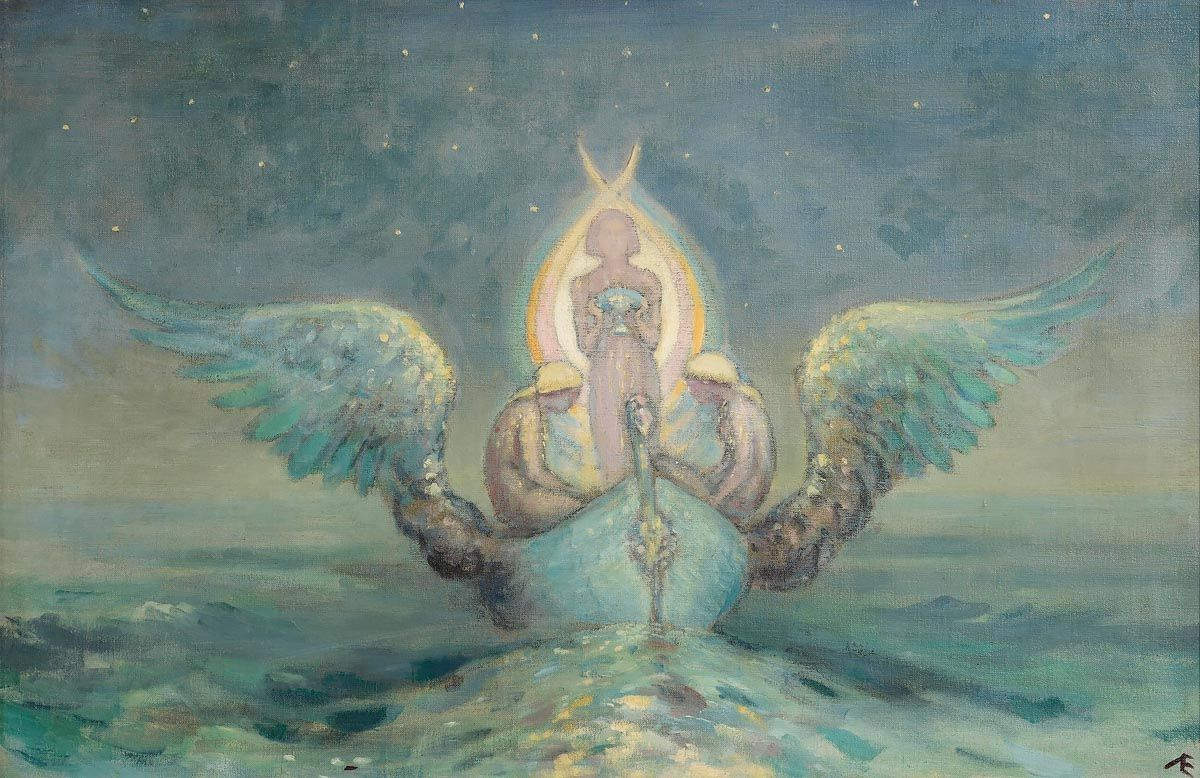
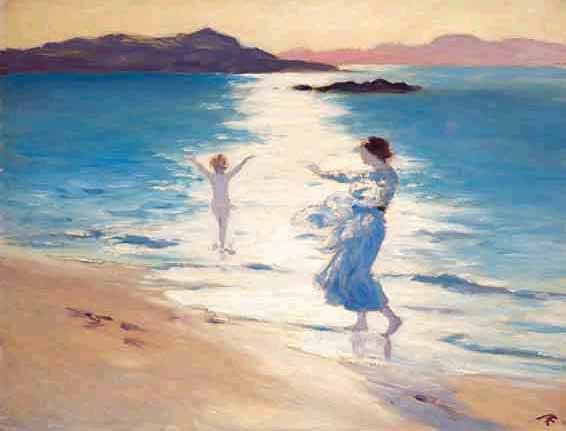
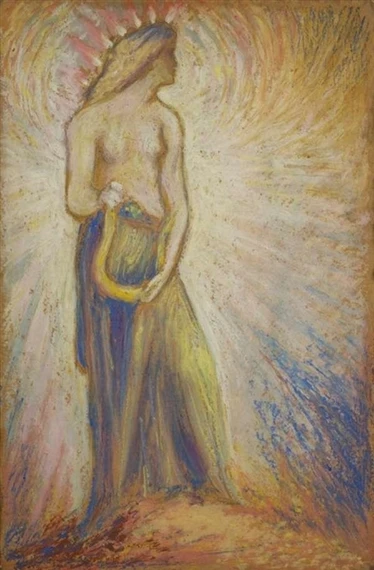
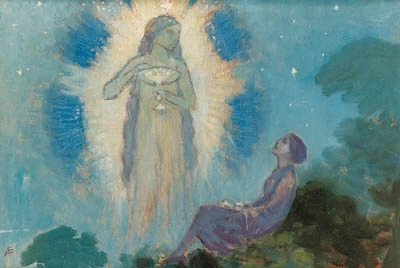
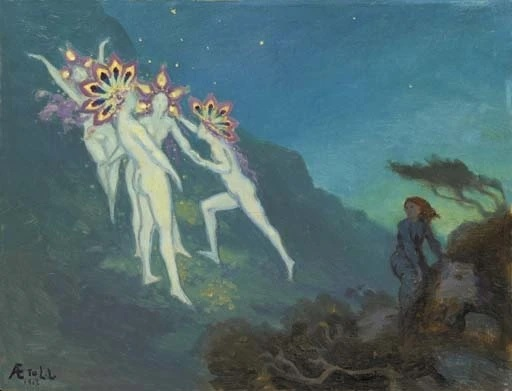
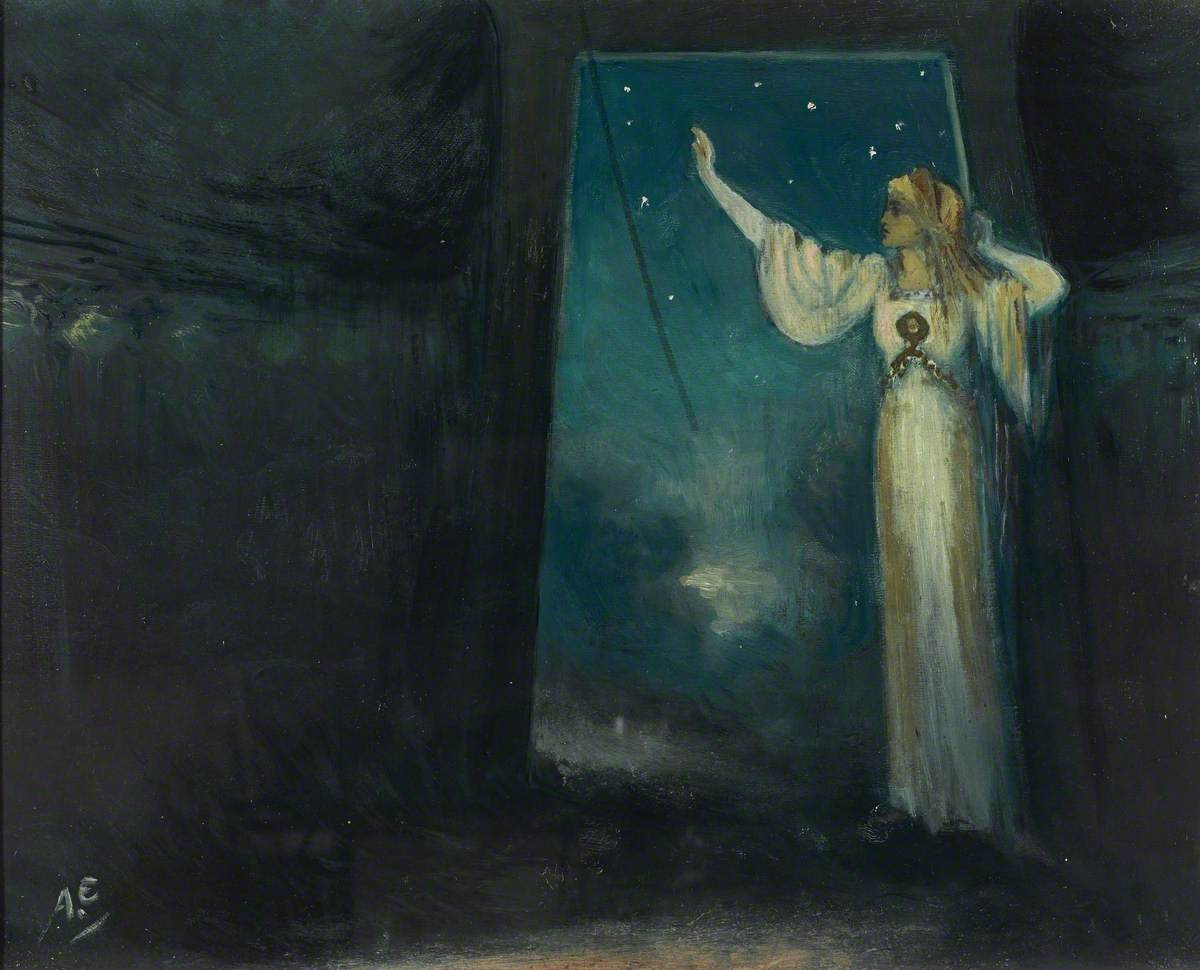
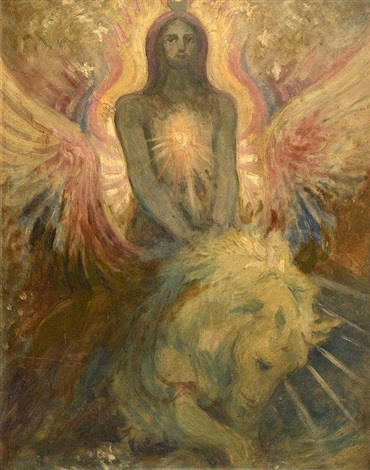
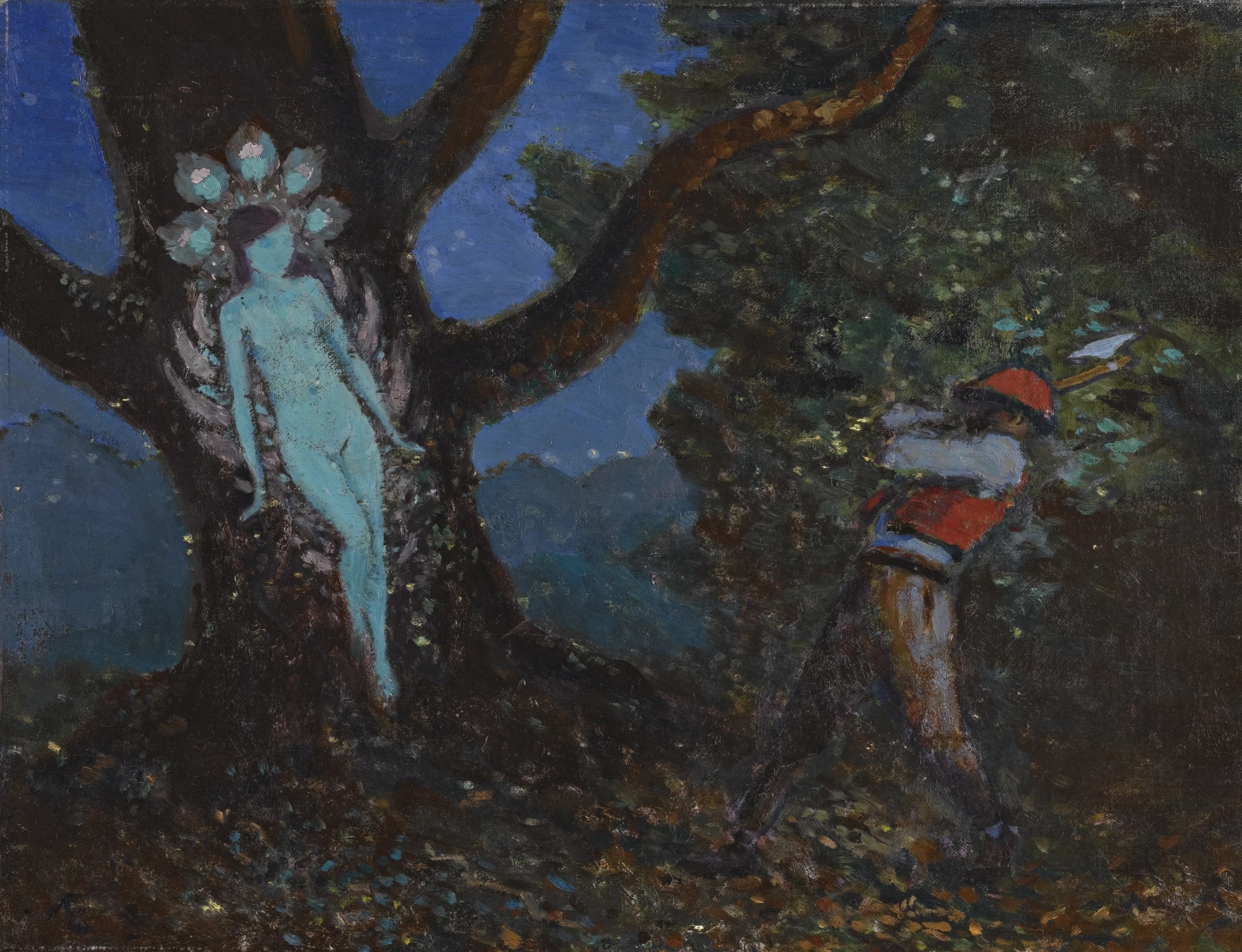
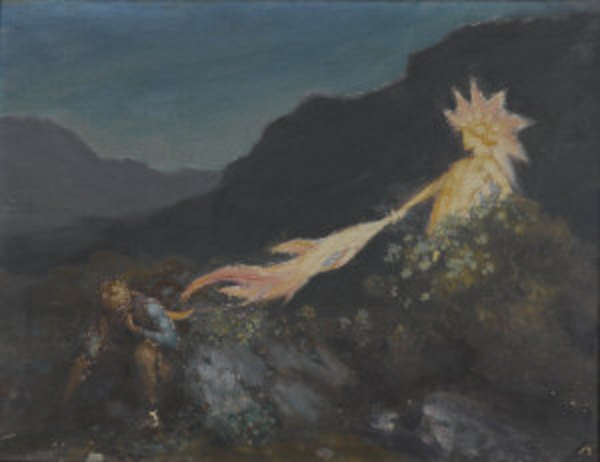
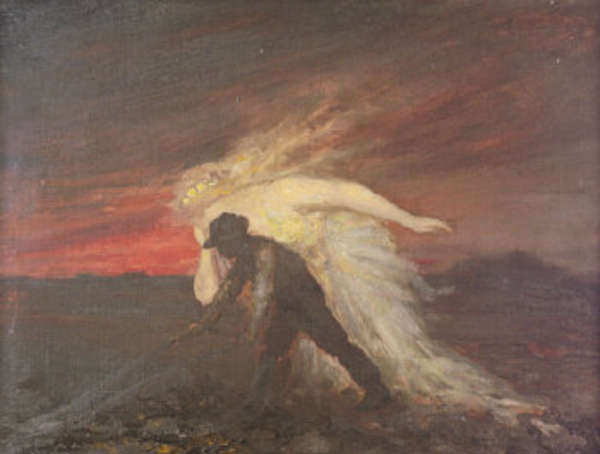